# Acyphoderes crinita
Acyphoderes crinita är en skalbaggsart som först beskrevs av Johann Christoph Friedrich Klug 1825.  Acyphoderes crinita ingår i släktet Acyphoderes och familjen långhorningar.
Artens utbredningsområde är Paraguay. Inga underarter finns listade i Catalogue of Life.